# Traktion
Traktion betyder dragning eller sträckning.
Ordet används i olika sammanhang:
- Inom teknik: Mekanisk kraft för att uppnå förflyttning
- Inom järnvägar: Dragkraft hos lok och motorvagnar. Ett tågs framdrivningsmotorer är traktionsmotorer.
- Inom ortopedi: Metoder för att sträcka eller avlasta i ett skelettsystem. Används som smärtlindring vid exempelvis artros.